# Plesiastrea devantieri
Plesiastrea devantieri är en korallart som beskrevs av Veron 2002. Plesiastrea devantieri ingår i släktet Plesiastrea och familjen Faviidae. IUCN kategoriserar arten globalt som nära hotad. Inga underarter finns listade i Catalogue of Life.